# Alexej Feofilaktovič Pisemskij

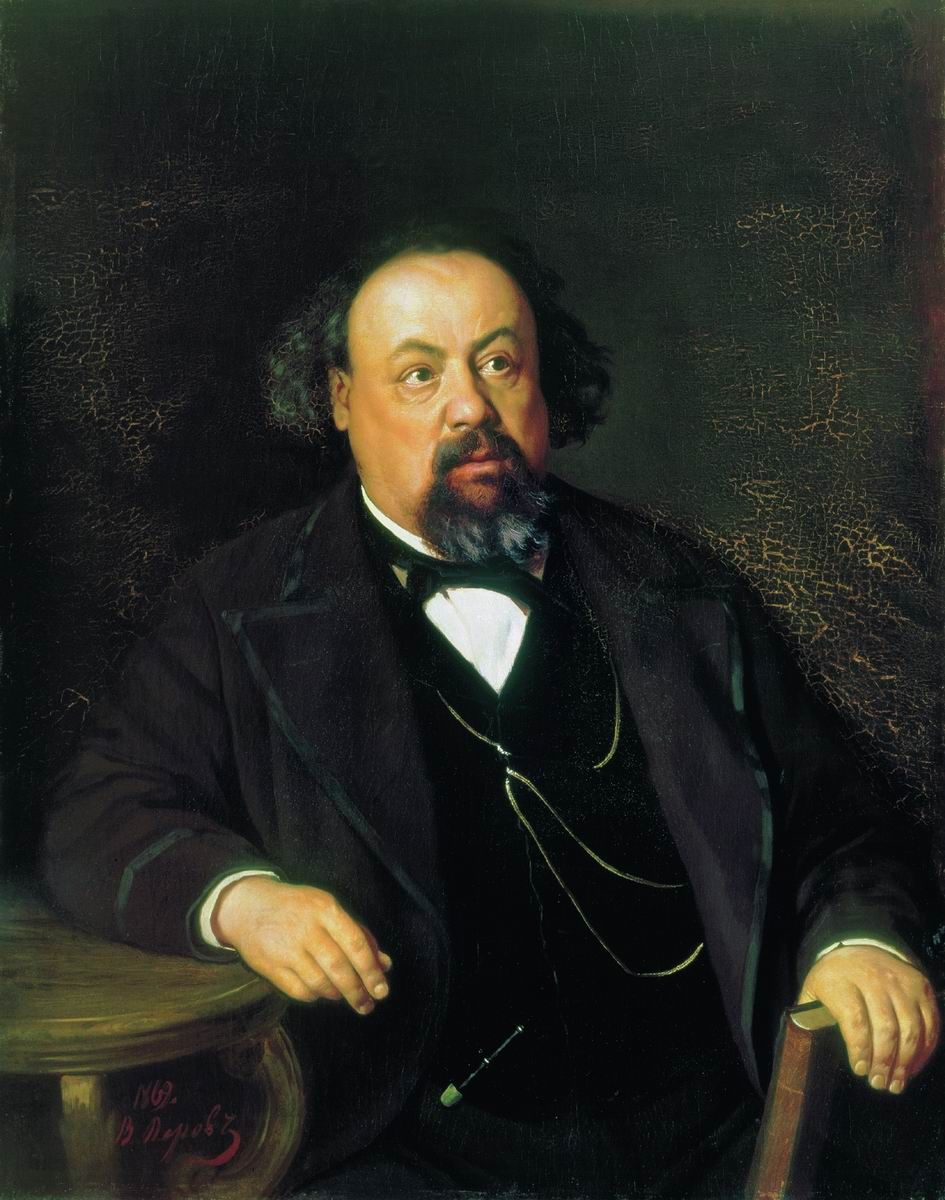
Vasilij Perov: portrét spisovatele, 1869

Alexej Feofilaktovič Pisemskij (rusky Алексей Феофилактович Писемский; (23. března greg. / 11. března jul. selo Rameně Čuchlomského újezdu v Kostromské gubernii — 2. února greg. / 21. ledna jul. Moskva) byl ruský spisovatel a dramatik.

## Biografie
Pocházel ze staré dvořanské rodiny Pisemských. Jeho otec byl penzionovaný poručík Feofilakt Gavrilovič Pisemskij, matkou byla Jevdokija Šipová. Ačkoli jeho dávní předkové náleželi v době Ivana Hrozného k nižší šlechtě, mladší předkové žili v chudobě a byli negramotní. Pisemskij napsal: 
Pocházím ze starého dvořanského rodu. Jednoho z mých předků, ďjaka Pisemského, poslal car Ivan Hrozný do Londýna, aby poznal královnu Alžbětu, s jejíž neteří se hodlal oženit. Jiný můj předek, Makarij Pisemskij, odešel do kláštera a stal se mnichem. Byl prohlášen svatým a jeho ostatky dosud uctívají v Makarjevském klášteře na břehu řeky Unži. To je zašlá sláva mého rodu. Dávní Pisemští, o kterých jsem slýchal, byli většinou bohatí, ale novější rodová větev, ze které pocházím, byla úplně chudá. Můj děda byl negramotný, chodil v láptích a sám se zapřahal do pluhu. Jeho bohatší příbuzný se ujal mého otce, Feofilakta Gavriloviče Pisemského, když mu bylo čtrnáct let, aby ho připravil na život. Příprava spočívala v tom, že otce umyli, přioblékli, naučili číst a poslali do armády, která odešla dobývat Krym. Po třicetileté službě v armádě si otec, teď už v hodnosti majora, našel příležitost vrátit se do rodné Kostromské gubernie, vzdálené od Kavkazu skoro dva tisíce verst ... Zde si našel nevěstu z bohatší rodiny Šipových; otci bylo čtyřicet pět a mamince třicet sedm.
A. M. Skabičevskij, Alexandr Pisemskij: Jeho život a literární dílo
Alexej zůstal jediným dítětem, čtyři sourozenci zemřeli před jeho narozením, dalších pět po něm. O několik let později sám sebe popsal jako slabého, rozmarného a náladového chlapce, který z nějakého důvodu rád zesměšňoval duchovní a trpěl náměsíčností. Otce si pamatoval jako vojáka každým coulem, přísného, poctivého pokud šlo o peníze, náročného a odměřeného.

## Vzdělání
Když bylo Pisemskému v roce 1834 čtrnáct let, nechal jej otec zapsat na gymnázium v Kostromě.
Absolvoval matematiku na Moskevské univerzitě.
Je pochován společně se svojí manželkou na nekropoli Novoděvičího kláštera v Moskvě.

## Dílo (výběr)
Seznam děl v Souborném katalogu ČR, jejichž autorem nebo tématem je Alexej Feofilaktovič Pisemskij
V překladech Vincence Červinky:
- Hořký osud (1908),
- Čím se provinila? (1918),
- Ve víru (1919),
- Mr. Batmanov (1921),
- Setník Ruchněv (1921),
- Ruští lháři a jiné povídky (1926, společně s Karlem V. Frypésem),
- Měšťáci (1927).

V překladech Viléma Mrštíka:
- Tisíc duší (1905)
- Rozbouřené moře (1894)
- Hňup; Bojarština (1898)

## Fotogalerie

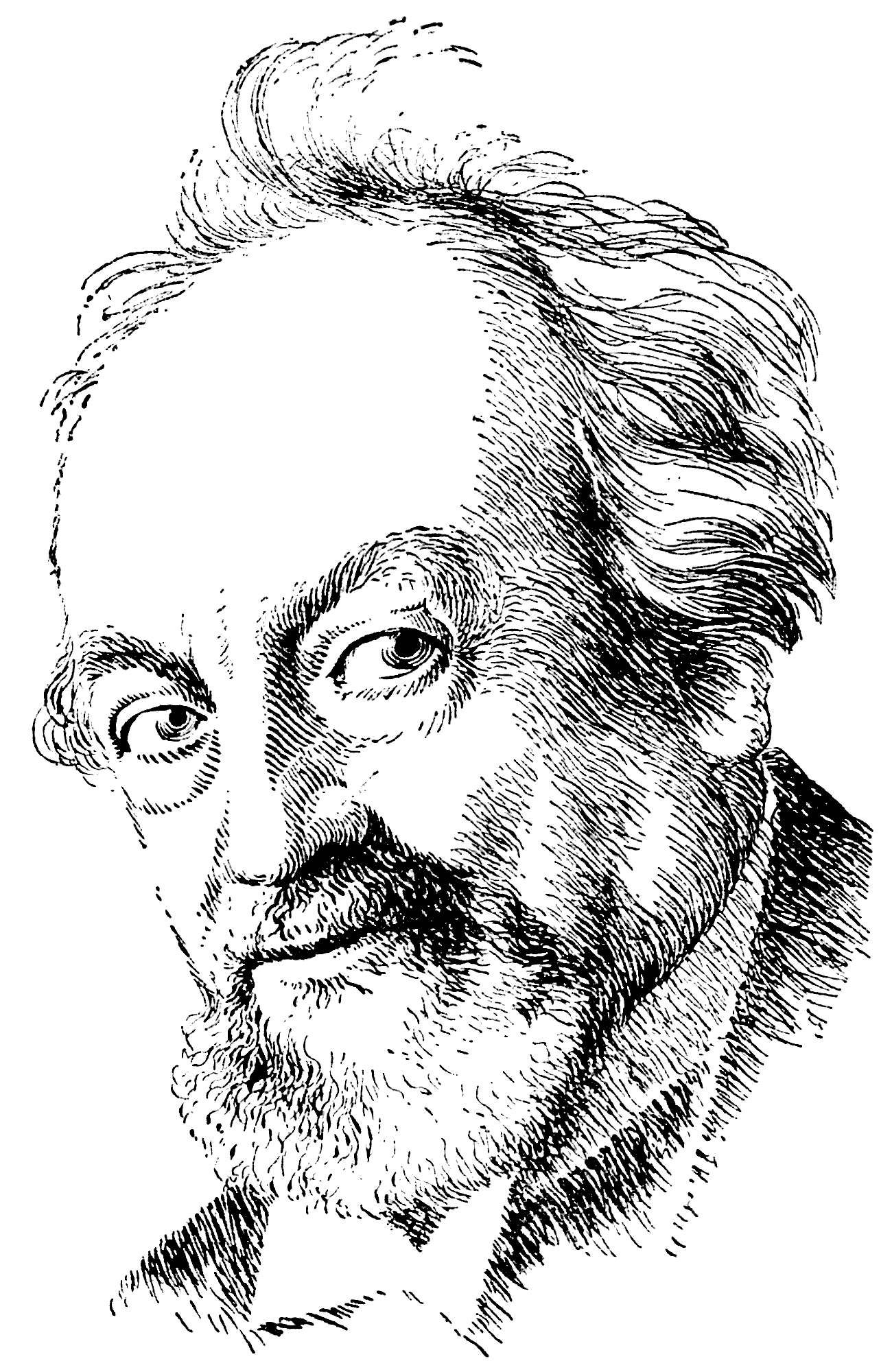
Alexej Feofilaktovič Pisemskij
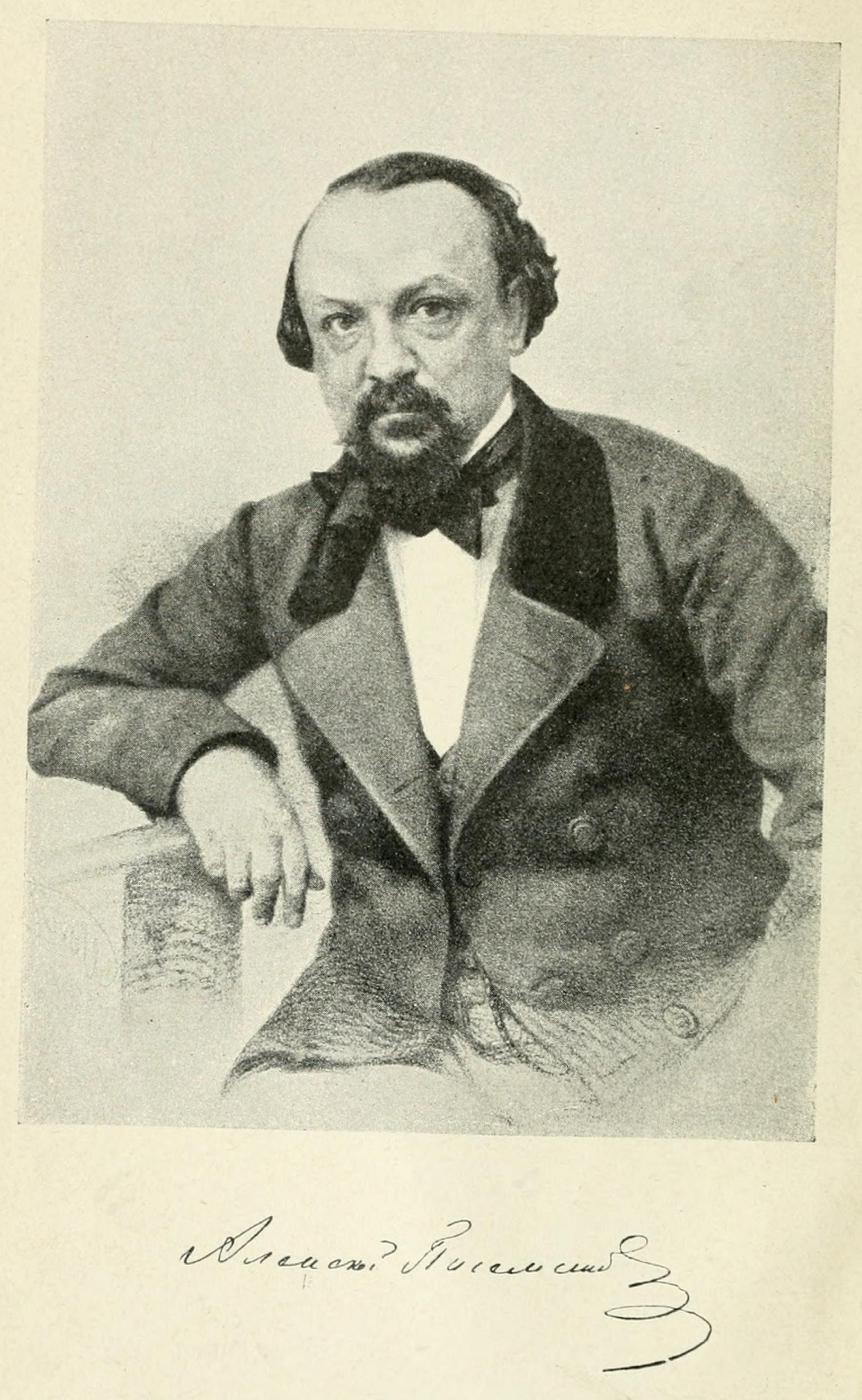
Alexej Feofilaktovič Pisemskij
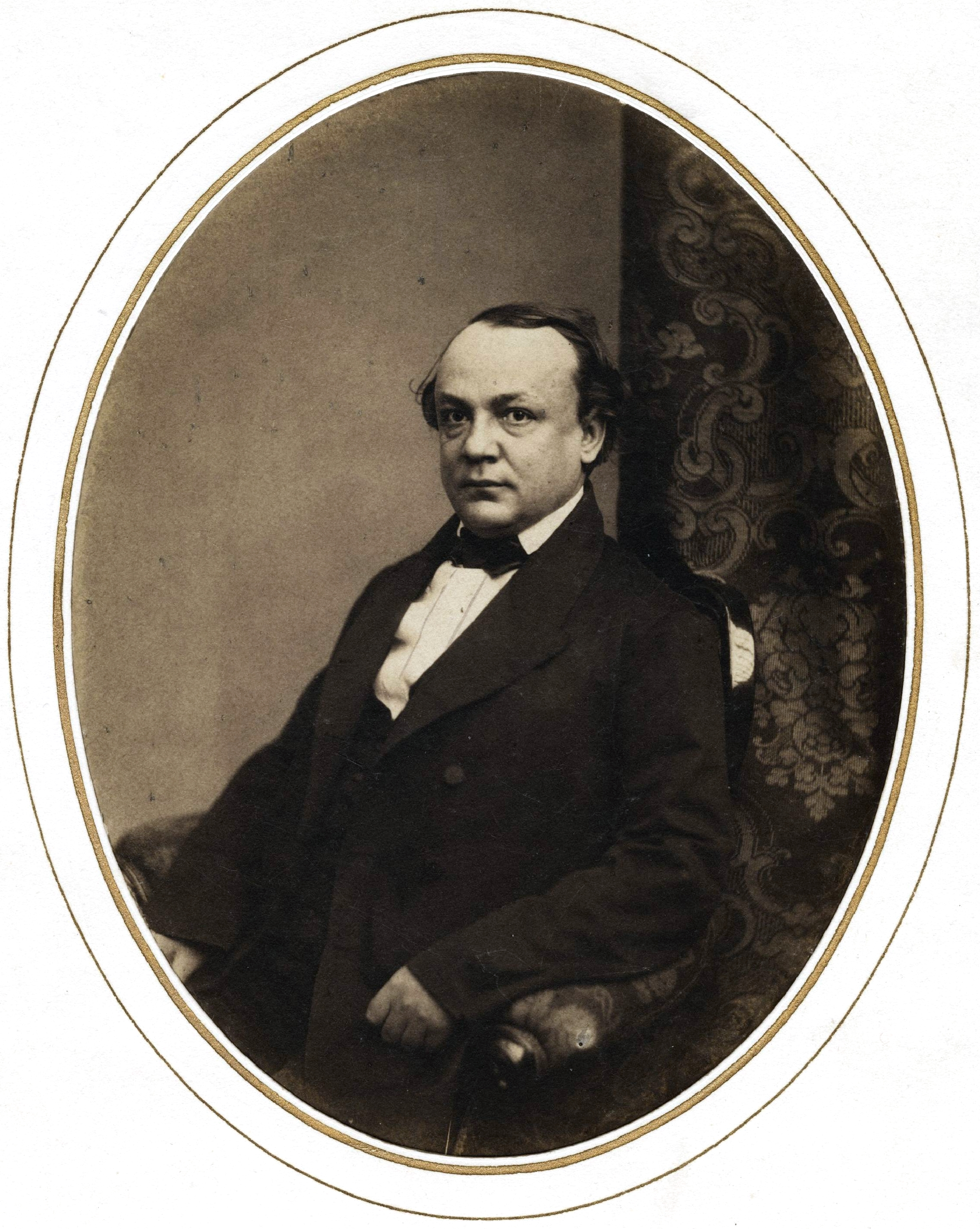
Alexej Feofilaktovič Pisemskij (1856)
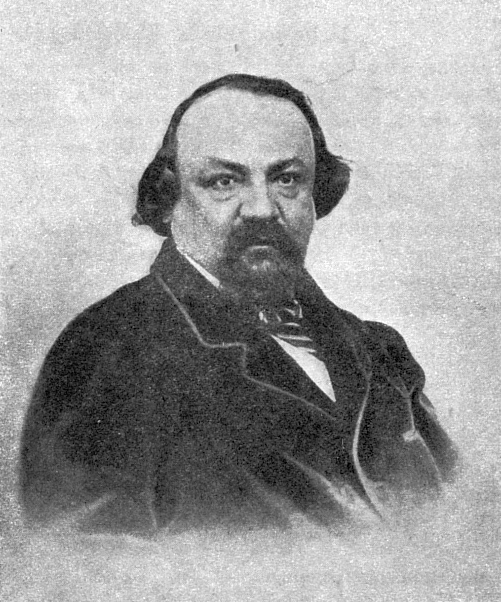
Alexej Feofilaktovič Pisemskij (1860)
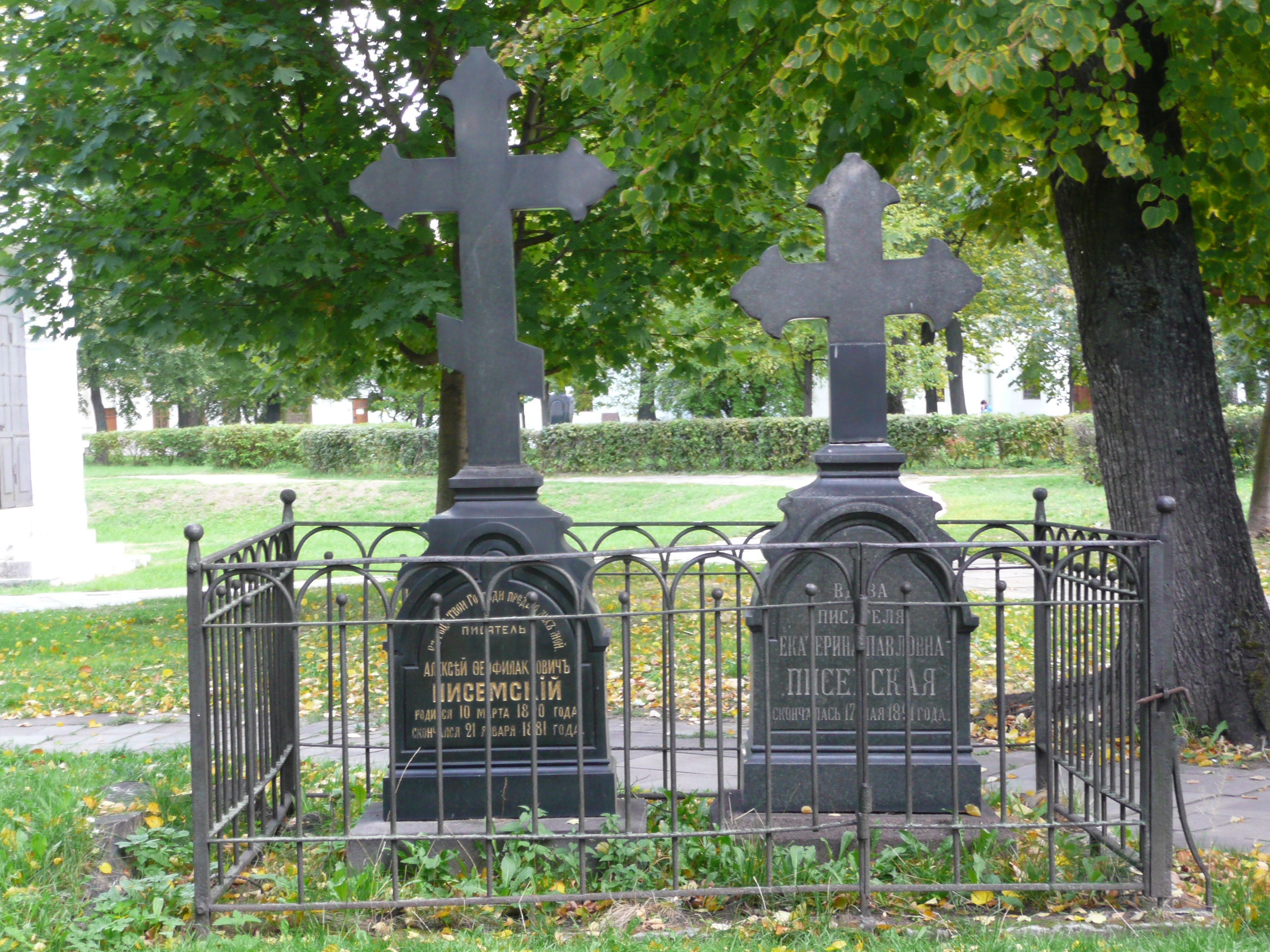
Hrob jeho i manželky v Moskvě
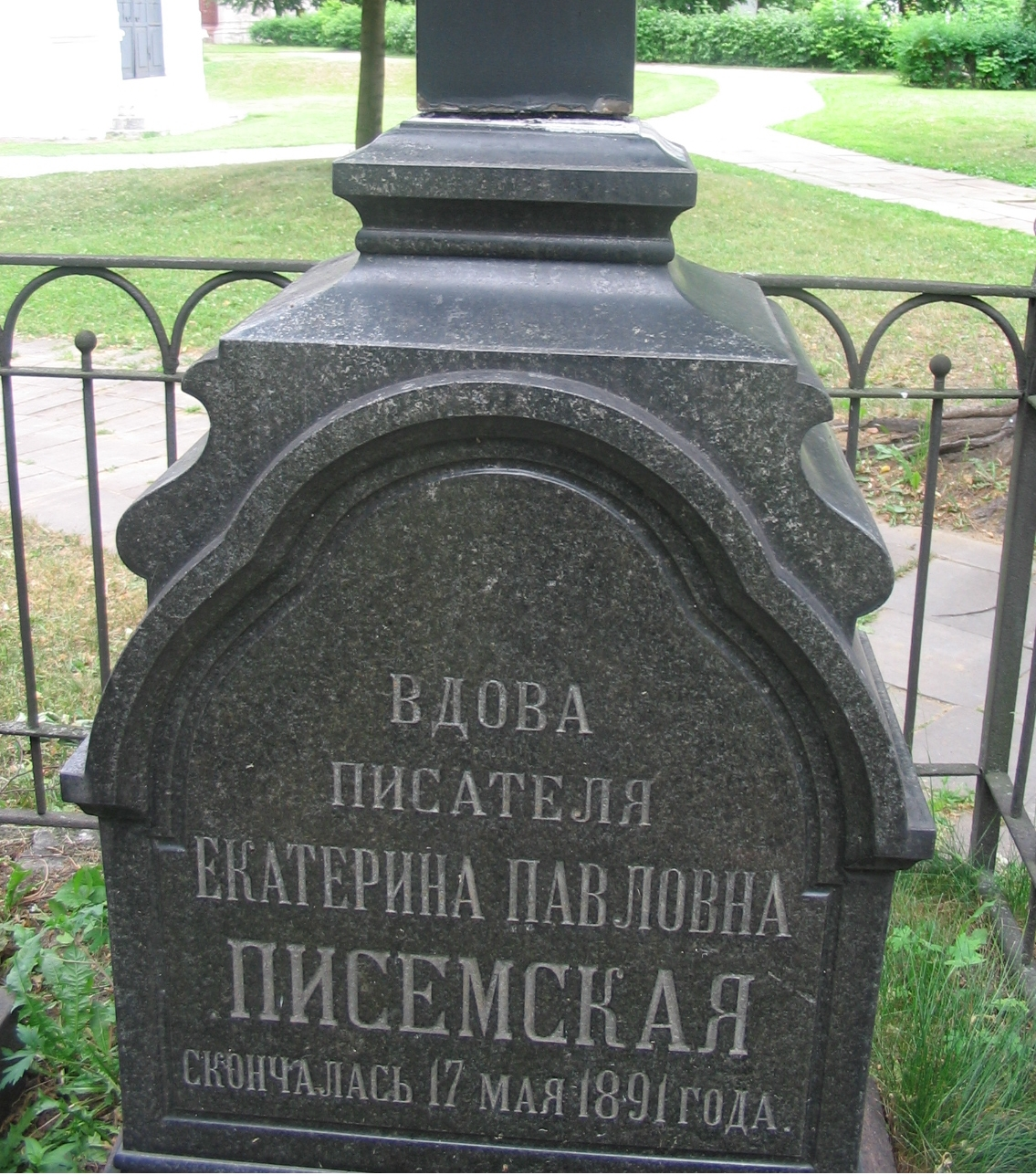
Detail náhrobku jeho manželky
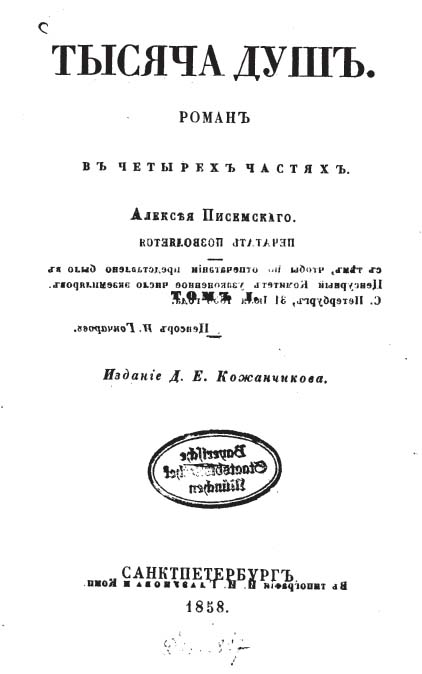
Dílo 'Tisíc duší'